# Bala Town Football Club
Il Bala Town Football Club (in lingua locale Clwb Pêl-droed Tref Y Bala), meglio noto come Bala Town, è una società calcistica gallese con sede nel villaggio di Bala, nella contea di Gwynedd.

## Storia
Anche se l'attuale Bala Town è stato fondato nel 1880, erano già presenti altre squadre con sede nella città: il Bala North End, il Bala South End ed il Bala Thursday, che si fusero dando vita, appunto, all’odierno club. Nonostante ciò, il Bala Town venne iscritto nella Welsh National League North Division 2 solo nella stagione 1921-22. Il club si trasferì nella loro casa attuale, il Maes Tegid, nei primi anni ‘50. Tuttavia, dovette attendere più di un secolo per la promozione al secondo livello del calcio gallese, esattamente al termine della stagione 2003-04. Dopo solo quattro stagioni, il Bala Town fu promosso alla Welsh Premier League.
Grazie alla vittoria per 2-1 contro il Port Talbot, con un gol all’89º minuto di John Irving, il club ha ottenuto un posto nelle qualificazioni di UEFA Europa League. Tuttavia, nonostante l’esordio vittorioso contro il Levadia Tallinn, i gallesi ne sono usciti sconfitti dal doppio incontro perdendo per 3-1 a Tallinn. Nella stagione 2014-15, il Bala Town ha concluso al secondo posto in classifica, ottenendo la posizione più alta di sempre in campionato, qualificandosi, così, per la UEFA Europa League 2015-2016. La parentesi europea, però, è nuovamente breve, in seguito alla sconfitta rimediata in Lussemburgo contro il Differdange. 
Dopo essersi piazzato nuovamente secondo nella 2015-16, il club conquista la sua prima Coppa del Galles, battendo il The New Saints per 2-1, mettendo fine alla loro serie di vittorie consecutive, 8.
Grazie al 4º posto ottenuto nella Welsh Premier League 2017-2018, il club ha ottenuto l’accesso alle qualificazioni di UEFA Europa League 2018-2019: l’avversario del club è il modesto Tre Fiori, compagine sammarinese che, contro ogni pronostico, infligge un pesante 3-0 ai gallesi (inutile poi il successo del Bala Town tra le mura amiche per 1-0). Si tratta, inoltre, del primo club sammarinese a riuscire nell’impresa di passare un turno europeo. Tuttavia, a livello europeo, il Bala Town mantiene una percentuale pari al 100% di vittorie casalinghe.
Prende parte al primo turno di qualificazione alla UEFA Europa League 2020-2021 incontrando il Valletta; deciso tramite sorteggio, il match, disputato in gara secca ed a porte chiuse (disposizioni UEFA onde evitare l'aumento dei contagi da COVID-19), viene giocato a Malta. Qui i gallesi, che partono leggermente sfavoriti alla vigilia, trovano il vantaggio con un gol di Chris Venables, rete decisiva e fondamentale per il primo e storico passaggio in una competizione europea per il club.

## Palmarès

### Competizioni nazionali
- Coppa del Galles: 1

2016-2017
- Coppa di Lega gallese: 1

2022-2023
- Cymru Alliance: 1

2008-2009

### Competizioni regionali
- Welsh National League (Wrexham Area): 1

2003-2004
- Welsh National League (Wrexham Area) Division One: 2

1989-1990, 1997-1998
- Welsh National League (Wrexham Area) Division Two: 1

1967-1968

### Altri piazzamenti
- Welsh Premier League:

Secondo posto: 2014-2015, 2015-2016, 2021-2022
Terzo posto: 2016-2017, 2019-2020, 2020-2021, 2023-2024
- Coppa del Galles:

Finalista: 2022-2023
Semifinalista: 2009-2010, 2011-2012, 2013-2014, 2021-2022, 2023-2024
- Welsh League Cup:

Finalista: 2013-2014, 2014-2015
Semifinalista: 2019-2020, 2021-2022
- Cymru Alliance:

Secondo posto: 2006-2007, 2007-2008

## Statistiche e record

### Statistiche nelle competizioni UEFA
Tabella aggiornata alla fine della stagione 2018-2019.
| Competizione                  | Partecipazioni | G  | V | N | P | RF | RS |
| ----------------------------- | -------------- | -- | - | - | - | -- | -- |
| Coppa UEFA/UEFA Europa League | 6              | 12 | 4 | 0 | 8 | 8  | 21 |
| UEFA Conference League        | 6              | 6  | 1 | 2 | 3 | 4  | 7  |

### Risultati nelle competizioni UEFA per club
| Stagione | Competizione       | Turno                         | Squadra         | Casa | Trasferta | Somma |
| -------- | ------------------ | ----------------------------- | --------------- | ---- | --------- | ----- |
| 2013–14  | UEFA Europa League | Primo turno di qualificazione | Levadia Tallinn | 1–0  | 1–3       | 2–3   |
| 2015-16  | UEFA Europa League | Primo turno di qualificazione | Differdange     | 2–1  | 1–3       | 3–4   |
| 2016-17  | UEFA Europa League | Primo turno di qualificazione | AIK             | 0-2  | 0-2       | 0-4   |
| 2017-18  | UEFA Europa League | Primo turno di qualificazione | Vaduz           | 1-2  | 0-3       | 1-5   |
| 2018-19  | UEFA Europa League | Turno preliminare             | Tre Fiori       | 1-0  | 0-3       | 1-3   |
| 2020-21  | UEFA Europa League | Primo turno di qualificazione | Valletta        | –    | 0-1       | 1-0   |

## Organico

### Rosa 2014-2015
Rosa aggiornata al 25 ottobre 2014
| N. |                             | Ruolo | Calciatore     |
| -- | --------------------------- | ----- | -------------- |
| 1  | Galles (bandiera)           | P     | Ashley Morris  |
| 2  | Galles (bandiera)           | D     | Ryan Valentine |
| 3  | Inghilterra (bandiera)      | D     | Sean Smith     |
| 4  | Inghilterra (bandiera)      | D     | Stuart Jones   |
| 5  | Gibilterra (bandiera)       | D     | David Artell   |
| 6  | Irlanda del Nord (bandiera) | C     | Conall Murtagh |
| 7  | Inghilterra (bandiera)      | C     | Mark Connolly  |
| 8  | Galles (bandiera)           | C     | Mark Jones     |
| 9  | Inghilterra (bandiera)      | A     | Mike Hayes     |
| 10 | Inghilterra (bandiera)      | A     | Ian Sheridan   |
| 11 | Inghilterra (bandiera)      | A     | Kieran Smith   |

| N. |                        | Ruolo | Calciatore     |
| -- | ---------------------- | ----- | -------------- |
| 12 | Inghilterra (bandiera) | C     | James Kelly    |
| 14 | Inghilterra (bandiera) | A     | Rob Pearson    |
| 15 | Inghilterra (bandiera) | C     | Will Bell      |
| 16 | Inghilterra (bandiera) | D     | Tony Davies    |
| 17 | Inghilterra (bandiera) | C     | Stephen Brown  |
| 20 | Inghilterra (bandiera) | C     | Kenny Lunt     |
| 22 | Galles (bandiera)      | C     | Ryan Jones     |
| 23 | Inghilterra (bandiera) | P     | Craig Vernon   |
| 24 | Galles (bandiera)      | D     | Ryan Jones     |
| 28 | Inghilterra (bandiera) | C     | Wade Muscart   |
| 29 | Galles (bandiera)      | C     | Daniel Dascalu |